# Урванов, Кирилл Осипович
Кирилл Осипович Урванов (23 мая 1908 года — ?) — российский и советский военный деятель, участник Советско-финляндской и Великой Отечественной войн, командир 18-й гвардейской танковой бригады, командующий БТ и МВ Северной группы войск Дальневосточного фронта, полковник (11.07.1943).

## Биография

### Начальная биография
Родился 23 мая 1908 года, в селе Красниково, Болховского уезда Орловской губернии (ныне Болховского района Орловской области). Русский.
Образование. Окончил 5 классов сельской школы (1922), курсы нормировщиков при Харьковском стройкомбинате (1932). Окончил Саратовскую БТШ (1933), ВАФ (1939).

### Служба в армии
В РККА с мая 1932 года. С мая 1932 по декабрь 1933 года — курсант Саратовской бронетанковой школы.
С декабря 1933 года — танковый техник батальона 3-го танкового полка Московского военного округа. С апреля 1934 года — автотехник 50-го автомобильного батальона Московского военного округа, в феврале 1935 года вместе с батальоном убыл Забайкальский военный округ.
С декабря 1935 года — начальник гаража сапёрной роты 57-й Уральской стрелковой дивизии Забайкальского военного округа. С июня 1936 года — старший техник 15-го отдельного мото-понтонно-мостового батальона. 16 августа 1936 года награждён орденом «Знак Почёта». С апреля 1937 года — командир автомобильного взвода 54-го автотранспортного батальона.
С июня 1937 по декабрь 1939 года — слушатель Военной академии РККА им. М. В. Фрунзе.
С декабря 1939 года — начальник 1-й части штаба 1-й легко-танковой бригады 7-й армии Северо-Западного фронта, принимал участие в войне с Финляндией. 11 апреля 1940 года награждён орденом Красного Знамени. С августа 1940 года — начальник 1-го (оперативного) отделения штаба 1-й танковой дивизии Ленинградского военного округа.

### В Великую Отечественную войну
В Отечественной войне с 22 июня 1941 года на Северном, Ленинградском, Волховском фронтах. Имеет ранения: две контузии в 1942 году, одно ранение в 1945 году.
С июня 1941 года — начальник штаба 1-й танковой дивизии 14-й армии Северного фронта.
С сентября 1941 года — заместитель начальника штаба по оперативной работе, — начальник штаба, с 16 июля 1942 года — врио командир, с марта 1942 г. — начальник штаба 122-й танковой бригады 54-й армии. С 16 июля по 20 августа 1942 г. врио командира бригады. С 5 сентября бригада была подчинена 8-й армии и участвовала в Синявинской операции 1942. В январе 1943 г. она в составе 2-й ударной армии Волховского фронта принимала участие в прорыве блокады Ленинграда (операция «Искра»). С апреля (или с 21 марта) 1943 г. — командир 124-й танковой бригады, воевал в составе 8-й и 54-й армий Волховского фронта. С 12 августа 1943 г. — командир 122-й танковой бригады 8-й армии. С 29 сентября (или с 1 октября) 1943 г. — командир 16-й танковой бригады 2-й ударной армии. С 14 января 1944 г. она вошла в подчинение 4-го стрелкового корпуса 59-й армии и участвовала в Ленинградско-Новгородской операции. С 29 января 1944 г. бригада вела бои в составе 8-й, а с 12 февраля — 54-й армий. С 20 апреля 1944 г. бригада поступила в оперативное подчинение 1-й ударной армии 3-го Прибалтийского фронта и в июле участвовала в Псковско-Островской операции. Приказом по армии от 30.07.1944 за неудачные действия в боях с 24 по 30 июля, невыполнение боевой задачи и большие потери полковник К. О. Урванов отстранён от должности и направлен в распоряжение командующего БТ и МВ Волховского фронта.
23 января 1944 года Приказом № 02/Н войскам 2-го Белорусского фронта, полковник К. О. Урванов — командир 16-й ОТБр, награждён орденом Красного Знамени.
Со 2 сентября 1944 года — командир 18-й гвардейской танковой бригады 3-го гвардейского танкового корпуса 5-й гвардейской танковой армии 1-го Прибалтийского фронта. 3 ноября 1944 года награждён медалью «За боевые заслуги», за выслугу лет.
28 января 1945 года Приказом № 0101 войскам 1-го Прибалтийского фронта, гвардии полковник К. О. Урванов — командир 18-й гвардейской танковой бригады 3-го гв. ТК, награждён орденом Александра Невского.
16 апреля 1945 года Приказом № 0382 войскам 2-го Белорусского фронта, гв. полковник К. О. Урванов — командир 18-й гвардейской танковой бригады 3-го гв. ТК, представлялся к званию Героя советского Союза

«Участвуя в боях на 2 Белорусском фронте с 25.2. по 5.3.45 года тов. УРВАНОВ проявил все свои способности и умение командовать бригадой в бою при стремительном продвижении вперед. Следуя в авангарде передовых частей корпуса по маршруту ШЕНАУ, БУБЛИЦ, КЕЗЛИН бригада под командованием тов. УРВАНОВА стремительным темпом овладела городом БУБЛИЦ и вышла к утру 4.3.45 г. к г. КЕЗЛИН блокировав гарнизон города и отрезала от Германии Данцигскую группировку противника.
В период наступательных действий тов. УРВАНОВ все время находился в боевых порядках бригады, лично своим примером воодушевлял личный состав на стремительное выполнение боевой задачи, совершив с боем марш до 140 км, понес незначительные потери в живой силе и технике, нанеся противнику следующий урон: захвачено: в плен солдат и офицеров — 74, автомашин — 77, повозок с грузом — 152, паровозов — 1, вагонов — 50, складов — 2; уничтожено: солдат и офицеров свыше 1000, пулеметов — 56, минометов — 17, орудий — 15, танков и самоходных орудий — 6, бронетранспортеров — 11, автомашин — 60, мотоциклов — 25, повозок с грузом — 73, зенитных пулеметов — 6, зенитных орудий — 6.
За умелое командование бригадой, за отличное выполнение боевой задачи бригадой, за мужество, отвагу и героизм проявленный в боях тов. УРВАНОВ достоин присвоения звания ГЕРОЙ СОВЕТСКОГО СОЮЗА».
— 

### После войны
С июля 1945 года — командир 75-го гвардейского тяжёлого танкового полка 5-й танковой Двинской дивизии, заместитель командира по бронетанковым войскам 132-го стрелкового корпуса Северной группы войск.
С апреля 1947 года — заместитель командира 11-й гвардейской механизированной дивизии и 23-й танковой дивизии Прикарпатского военного округа. 6 ноября 1947 года награждён орденом Красной Звезды, за выслугу лет.
С сентября 1948 года — заместитель командира по БТВ 56-го стрелкового корпуса Дальневосточного военного округа. 19 ноября 1951 года награждён орденом Красного Знамени.
24 июня 1953 года уволен из вооружённых сил в запас.
Дата и место смерти не установлено.

## Награды
- Орден Красного Знамени (11.04.1940)[4]
- Орден Красного Знамени (23.01.1944)[5]
- Орден Красного Знамени (16.04.1945)[3]
- Орден Красного Знамени (07.08.1945)[5]
- Орден Красного Знамени (19.11.1951)[6]
- Орден Александра Невского (28.1.1945)[2]
- Орден Красной Звезды (17.10.1942)[7]
- Орден Красной Звезды (6.11.1947)[8] 1510014284
- Орден «Знак Почёта» (16.08.1936)[1]
- Медаль «За боевые заслуги» (3.11.1944)[1]
- Медаль «За оборону Ленинграда» (22.12.1942)
- Медаль «За победу над Германией в Великой Отечественной войне 1941—1945 гг.» (9 мая 1945[9])[10]
- Медаль «30 лет Советской Армии и Флота»[11].

## Память
- Его имя увековечено в Главном Храме Вооружённых сил России, и навсегда запечатлено на мемориале «Дорога памяти»
- На могиле установлен надгробный памятник